# باستان‌شناسی فمینیستی
باستان‌شناسی فمینیستی (انگلیسی: Feminist archaeology) از دیدگاه فمینیستی برای تفسیر جوامع گذشته استفاده می‌کند. اغلب بر جنسیت تمرکز می‌کند، اما جنسیت را همگام با عوامل دیگر مانند جنسیت، نژاد یا طبقه در نظر می‌گیرد. باستان‌شناسی فمینیستی کاربرد غیرانتقادی هنجارها و ارزش‌های مدرن و غربی را در جوامع گذشته مورد نقد قرار داده است. علاوه بر این، به افزایش نمایندگی زنان در رشته باستان‌شناسی و کاهش تعصبات آندروسنتریک در این زمینه توجه دارد.
باستان‌شناسی فمینیستی در سال‌های اخیر گسترش یافته و شامل تحلیل‌های چندوجهی، مانند باستان‌شناسی فمینیست سیاه، باستان‌شناسی بومی، و باستان‌شناسی پسااستعماری شده است. همچنین شروع به توجه بیشتر به مطالعات خانگی، مطالعه مردانگی و مطالعه جنسیت کرده است.